# .mq
.mq為法國海外領地馬提尼克國家及地區頂級域（ccTLD）的域名。該域名於1997年3月28日啟用。該域名的二级域名已关闭注册。僅有少數马提尼克网站使用該域名。

## 外部連結
- IANA .mq whois information（页面存档备份，存于）
- Mediaserv's website（页面存档备份，存于）